# 圣博内德贝拉克
圣博内德贝拉克（法語：Saint-Bonnet-de-Bellac，法語發音：[sɛ̃ bɔnɛ də bɛlak]，意为“贝拉克的圣博内”）是法国新阿基坦大区上维埃纳省的一个市镇，属于贝拉克区。

## 地理
圣博内德贝拉克（46°10'7"N, 0°57'16"E）面积34.51 平方千米，位于法国新阿基坦大区上维埃纳省，该省份为法国中西部省份，北起顺时针与安德尔省、克勒兹省、科雷兹省、多爾多涅省、夏朗德省和维埃纳省接壤。
与圣博内德贝拉克接壤的市镇（或旧市镇、城区）包括：加尔唐普河畔拉克鲁瓦、瓦勒迪苏瓦尔、佩拉德贝拉克、伊索普河畔圣马夏尔、圣索尔南拉马尔什、瓦尔-加尔唐普河谷村。

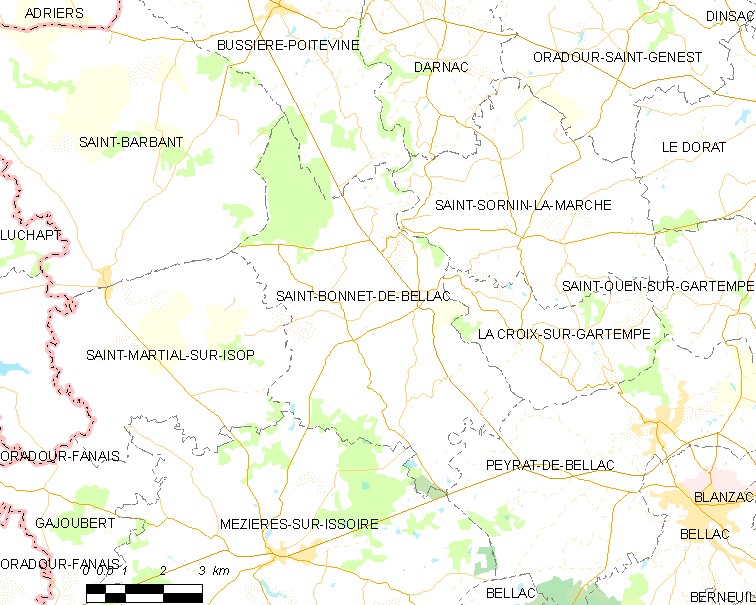
圣博内德贝拉克的OSM定位图

圣博内德贝拉克的时区为UTC+01:00、UTC+02:00（夏令时）。

## 行政
圣博内德贝拉克的邮政编码为87300，INSEE市镇编码为87139。

## 政治
圣博内德贝拉克所属的省级选区为贝拉克县。

## 人口

1962-2008年间圣博内德贝拉克人口变化图示

圣博内德贝拉克于2022年1月1日时的人口数量为456人。